# Pinđur
Il Pinđur, noto anche come pindjur o pinjur (in serbo-croato pinđur / пинђур, in bulgaro пинджур?, in macedone пинџур?, in albanese pinxhur) è una salsa molto comune nei Paesi dei Balcani, in particolare Bosnia ed Erzegovina, Croazia, Bulgaria, Serbia e soprattutto Macedonia del Nord.
Per la sua preparazione sono necessari peperoni rossi, pomodori, melanzana, aglio, olio vegetale e sale. Si tratta di un processo piuttosto complessa che prevede la cottura degli ingredienti per diverse ore nonché la tostatura e sbucciatura dei peperoni.
Risulta molto simile all'ajvar, differendo da quest'ultimo per la presenza di pomodori ed aglio, che ne conferiscono un sapore più morbido.